# Aurora (Caroline du Nord)
Pour les articles homonymes, voir Aurora.
Aurora est un village dans le comté de Beaufort en Caroline du Nord. Sa population s'élevait à 520 habitants au recensement de 2010.